# Дэвенпорт-Хайнс, Ричард
Ри́чард Пи́тер Тре́дуэлл Дэ́венпорт-Хайнс (Да́венпорт-Хайнс, Де́йвенпорт-Хайнс; англ. Richard Peter Treadwell Davenport-Hines; род. 21 июня 1953, Лондон, Великобритания) — британский историк, писатель и литературный критик. Закончил Селвин-колледж Кембриджа. Автор популярных литературных биографий («Оден», 1995), культурологических исследований, работ по истории экономики. Публикуется в британских литературных журналах Literary Review, The Times Literary Supplement и др. Постоянный автор и член редакционного совета «Национального биографического словаря».
Произведения переводились на русский язык.